# Horriwil
Horriwil (toponimo tedesco) è un comune svizzero di 865 abitanti del Canton Soletta, nel distretto di Wasseramt.